# Silene fernandezii
Silene fernandezii är en nejlikväxtart som beskrevs av D. Jeanmonod. Silene fernandezii ingår i släktet glimmar, och familjen nejlikväxter. Inga underarter finns listade i Catalogue of Life.